# Пісняр-лісовик кубинський
Пісняр-лісовик кубинський (Setophaga pityophila) — вид горобцеподібних птахів родини піснярових (Parulidae).

## Поширення
Вид поширений на Кубі (західний та східний кінці острова) та на Багамах (острови Великий Багама та Абако). Його природне середовище проживання — кубинські соснові ліси, іноді прилеглі змішані ліси.

## Опис
Тіло завдовжки 13 см і вагою 7,2-8,4 г. Оперення верхньої частини переважно сіре, лоб і передня частина тімені жовтувато-зелені, а махові пера чорнуватих крил облямовані білим. Нижня частина білувата, за винятком плями, яка займає горло та верхню частину грудей, інтенсивно-жовтого кольору та обрамленої чорними цятками. Дзьоб загострений і чорнуватий.

## Спосіб життя
Харчуються здебільшого комахами. Кілька особин також були помічені, харчуючись нектаром квітів Agave braceana на Багамах. Гніздо у формі чаші, вистелене пір'ям, будується в соснах на висоті від 2 до 15 метрів, зазвичай близько до стовбура дерева. Кладка зазвичай складається з двох яєць.